# وانپرفین
وانپرفین (به هلندی: Wanneperveen) یک منطقهٔ مسکونی در هلند است که در استین‌ویکرلاند واقع شده‌است. وانپرفین ۱٬۸۰۰ نفر جمعیت دارد.